# Klumprotsjuka

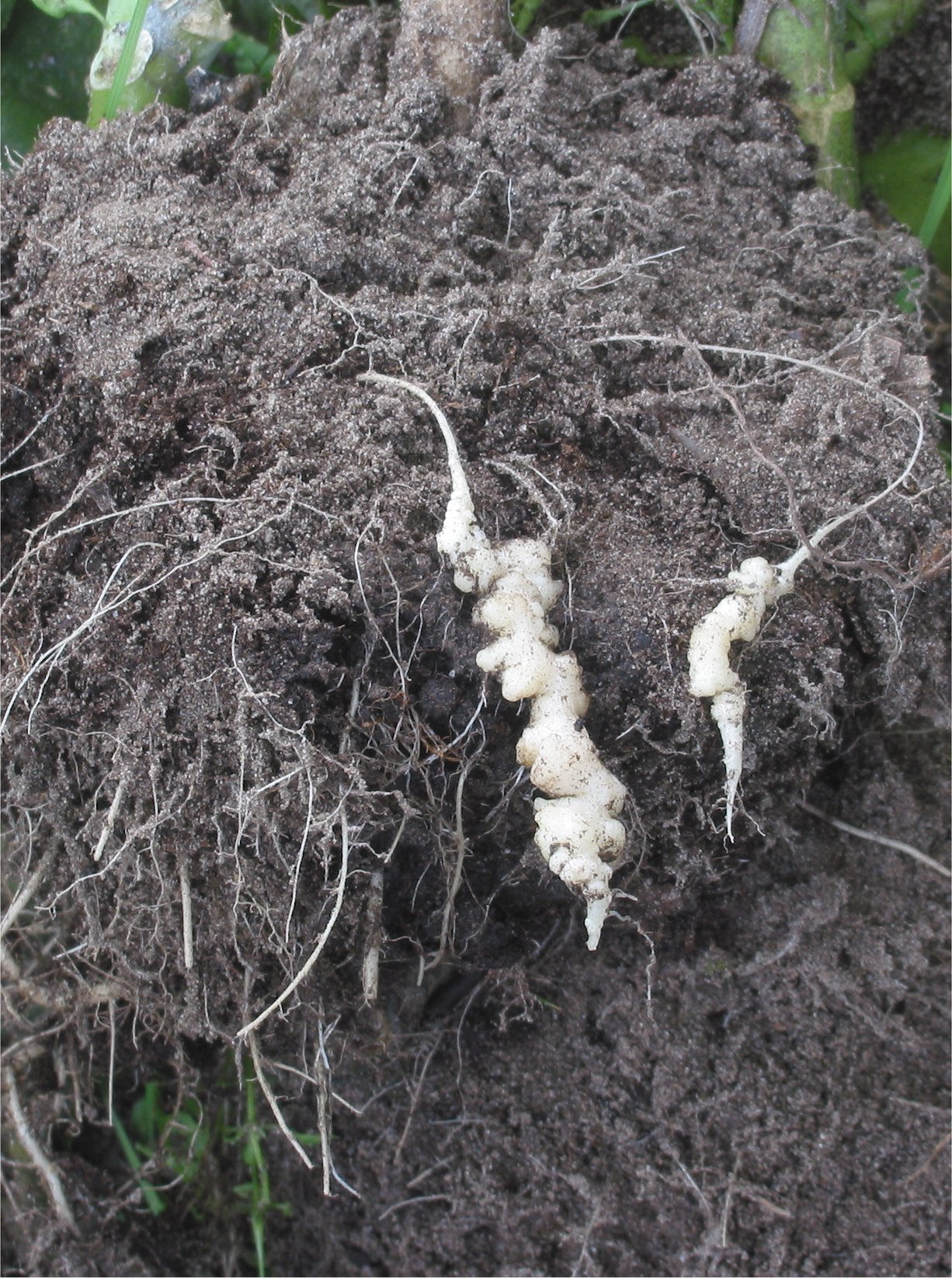
Klumprotsjuka

Klumprotsjukan orsakas av protisten Plasmodiophora brassicae och är en jordburen sjukdom. Klumprotsjukan angriper raps, rybs och andra korsblommiga växter så som kål, senap, kålrot och ogräs i samma familj, Brassicaceae.
Förökning av organismen gynnas av vatten och fuktig väderlek. Vattenhållande jordarter och dåligt dränerade fält ger därför en högre risk för infektion och spridning. Sänkor med stående vatten blir därför ofta de första platserna att bli angripna i fältet.
Plasmodiophora brassicacae förekommer dessutom på surare jordar och vill ha ett pH runt 5.7 , kalkning är därför en god åtgärd.
Raps kan bli angripen så tidigt som 3 veckor efter sådd. Både vår- och höstsådd raps kan dö vid större angrepp. Vid tidiga angrepp kan många unga plantor dö medan äldre angripna plantor ofta får klumpbildning på deras sidorötter, vilken inte ger lika stor skada.

## Biologi
Plasmodiophora brassicae bildar vilsporer i jorden som kan överleva upp till 20 år i jorden. Vilosporerna börjar bilda zoosporer vid kontakt av rotexudat från brassicaceae familjen. Zoosporerna har flagell och rör sig i markvattnet mot växtens rothår, en fuktig eller vattenmättad jord gör därför det möjligt för zoosporerna att nå rötterna. Zoosporerna infekterar rothåren hos växten och bildar en plasmodium-struktur . Väl inne i rothåren producerar Plasmodiophora brassicae fler zoosporer och släpper ut dem i marklösningen, vilket leder till en förökning. Med tiden infekteras hela roten av sjukdomen. Under den sekundära fasen av infektionen stimuleras växtens rötter att producera auxin, och stimulerar därför en överdriven celldelning, vilket resulterar i den kännetecknande knölbildningen. Knölbildningen hämmar växtens förmåga att ta upp vatten och näring, och angripna plantor kan därför få en dålig tillväxt. Vid stora angrepp kan även plantor dö och höstsådd raps kan lätt utvintra.

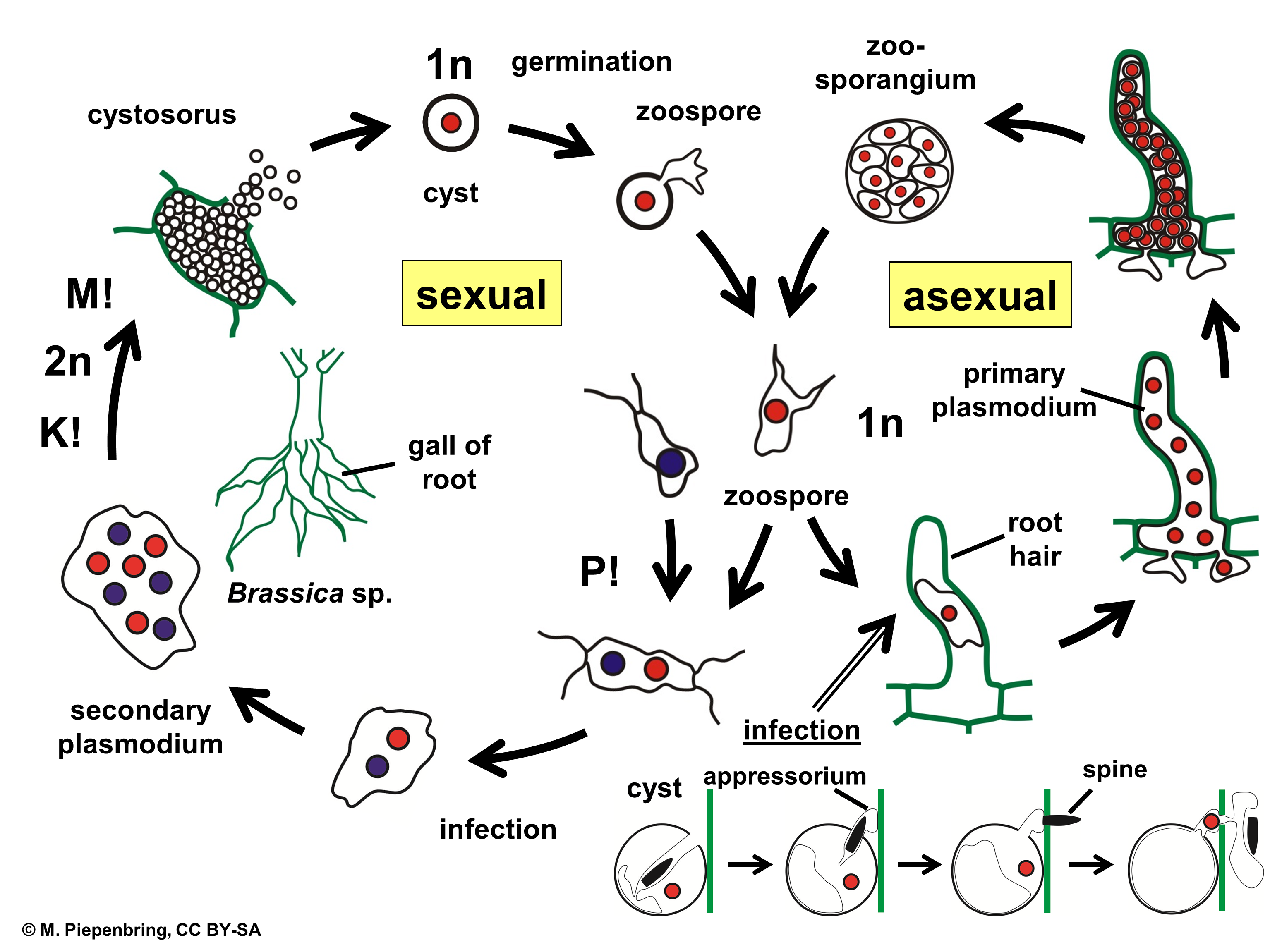
Livscykeln för Plasmodiophora brassicae.

## Bekämpning
Det finns idag ingen kemisk bekämpning mot sjukdomen. Förebyggande åtgärder är att odla raps med minst 6 års mellanrum i växtföljden. Om marken blivit infekterad krävs det långa odlingsuppehåll av korsblommiga växter, och även bekämpning av ogräs och spillsäd som kan vara vektorer för smittan.
Kalkning kan vara en god åtgärd då Plasmodiophora brassicae vill ha ett surare pH.
Det finns några resistenta sorter mot sjukdomen i Sverige, som alla använder samma resistensgen. Det finns redan vissa områden i södra Sverige där Plasmodiophora brassicae brutit resistensen.